# Hargla
Hargla är en ort i södra Estland. Den ligger i Taheva kommun och i landskapet Valgamaa, 230 km söder om huvudstaden Tallinn. Hargla ligger 69 meter över havet och antalet invånare är 239.
Runt Hargla är det glesbefolkat, med 8 invånare per kvadratkilometer. Närmaste större samhälle är Varstu, 15 km öster om Hargla. Vattendraget Hargla oja flyter genom byn och strax söder därom sammanflödar den med Mustjõgi.